# A dagadék
A dagadék (eredeti cím: Fatman) 2020-ban bemutatott akció-vígjáték, melynek forgatókönyvírója és rendezője Eshom Nelms és Ian Nelms. A főszerepben Mel Gibson, Walton Goggins és Marianne Jean-Baptiste látható. A vezető producerek David Gordon Green és Danny McBride.
A filmet 2020. november 13-án mutatták be világszerte, és általánosságban vegyes értékeléseket kapott a kritikusoktól.

## Cselekmény
Chris Cringle, más néven a Mikulás (Mel Gibson) a feleségével, Ruth-tal él és karácsonyi ajándékboltot üzemeltet egy farmon, az alaszkai (fiktív) North Peak város közelében. Mivel a gyerekek egyre kevésbé hisznek benne, ezért elveszti az emberiség iránti hitét. A bevételei egyre csökkennek, Chris csüggedtnek érzi magát a vállalkozása miatt.
Az Egyesült Államok kormánya, amely érdekeltségi részesedést tart fenn Chris üzletében, elküldi Jacobs kapitányt, hogy két hónapos szerződést ajánljon fel az amerikai hadsereg számára készítendő új sugárhajtású vadászgép alkatrészeinek gyártására. Az ügynökök a kormánytámogatás megvonásával fenyegetőznek, de Ruthnak sikerül helyreállítania Chris lelkesedését, hogy vállalja el a feladatot. Hogy extra pénzt szerezzen a műhelyének működéséhez, egyszeri munkaként elvállalja.
Karácsony este egy jómódú és elkényeztetett 12 éves fiú (Chance Hurstfield) ajándék helyett széndarabot kap karácsonyra, és bosszút esküdve felbérli személyes bérgyilkosát, Jonathan Millert (Walton Goggins), hogy ölje meg a Télapót, azaz Christ. Néhány hiábavaló próbálkozás után Miller ráveszi a posta egyik felügyelőjét, hogy a világ minden tájáról érkező gyerekektől minden évben kapott levelekből mondja meg neki Chris címét.
North Peak felé tartva Chris nyomába ered, beszivárog a táborba, és megöli az amerikai hadsereg összes őrét. Az egyik manó munkás fedezi fel; riadót fújnak, és Jacobsnak saját élete árán sikerül evakuálnia a munkásokat, mielőtt Miller felrobbantja az üzletet.
Chris szembeszáll Millerrel, és fölénybe kerül, de Miller először megsebesíti Christ egy lábra szerelt rugós pengével, majd szemen lövi, és látszólag megöli. Ruth közbelép, és agyonlövi Millert, és mivel lényegében halhatatlan, Chris felépül a sérüléseiből.
Visszatérve Miller feladatához, ő és Ruth meglátogatják Billyt, és figyelmeztetik, hogy mostantól Chris eljön érte (és a többi gyerekért), ha még egyszer embertársaik ellen fordulnak. Ezután Chris, Ruth és a manócsapat újult önbizalommal kezdi el újjáépíteni a műhelyét.

## Szereplők
| Szerep          | Színész                | Magyar hang         |
| --------------- | ---------------------- | ------------------- |
| Chris Cringle   | Mel Gibson             | Sörös Sándor        |
| Jonathan Miller | Walton Goggins         | Makranczi Zalán     |
| Ruth Cringle    | Marianne Jean-Baptiste | Kocsis Mariann      |
| Billy Wenan     | Chance Hurstfield      | Kovács András Bátor |
| Jacobs kapitány | Robert Bockstael       |                     |
| 7. törpe        | Eric Woolfe            |                     |
| Sandy           | Susanne Sutchy         |                     |
| Anne Marie      | Deborah Grover         | Menszátor Magdolna  |

## A film készítése
Ian és Eshom Nelms eredetileg 2006-ban írták "A dagadék" forgatókönyvét, és több mint 10 évet vártak az elkészítésre. 2019. május 8-án bejelentették, hogy Mel Gibson fogja eljátszani a filmbeli Mikulást. 2020. január 29-én bejelentették, hogy Walton Goggins csatlakozott a stábhoz, Marianne Jean-Baptiste pedig a következő hónapban.
A film forgatása 2020 februárjában történt az Ottawa-völgyben (Ontario és Québec, Kanada), valamint Carleton Place és Mississippi Mills városaiban. A film végén lévő tűzharc jelenetének forgatása négy napig tartott, mivel a hőmérséklet mínusz 36 °C-ra csökkent.

## Megjelenés
A Saban Films 2020 szeptemberében szerezte meg a film USA-beli terjesztési jogait. 2020. november 13-án jelent meg az Egyesült Államok néhány kiválasztott mozijában. 2020. november 19-én korlátozott kiadást kapott Ausztráliában is.
„A dagadék” digitális letölthetőséggel 2020. november 17-én jelent meg. 2020. november 24-én Video on Demand platformon is megjelent.

## Fogadtatás
A filmkritikusok véleményét összegző Rotten Tomatoes 113 értékelés alapján 45%-os értékelést adott rá, 5,30/10-es átlagértékkel. A weboldal kritikusainak konszenzusa így szól: „A Fatman meglepően komolyan közelíti meg a Mikulás-legenda potenciálisan nevetséges fordulatát, az élességre törekszik, de többnyire célt téveszt.” A Metacritic-en 24 kritikus alapján a súlyozott átlagpontszám 40 a 100-ból, ami „vegyes vagy átlagos értékelés”-t jelent.
John DeFore a The Hollywood Reporter-től pozitív kritikát adott a filmről, és azt írta: „Kevésbé gonzós, mint amilyennek hangzik, jóban-rosszban.” Julian Roman a MovieWeb-ről szintén pozitív kritikát adott a filmről, és azt írta: „A Fatman' a modern kor legrosszabb ösztöneit tükrözi. Megmutatja, hogy az önzés és az erkölcstelenség hogyan vezethet erőszakos végkifejlethez.” Hunter Lanier a Film Threat-tól a filmnek 10-ből 7 pontot adott. Chris Bumbray a JoBlo.com-tól 10-ből 8 pontot adott a filmnek.

## Fordítás
- Ez a szócikk részben vagy egészben  a   Fatman (film) című angol Wikipédia-szócikk fordításán alapul.  Az eredeti cikk szerkesztőit annak laptörténete sorolja fel. Ez a jelzés csupán a megfogalmazás eredetét és a szerzői jogokat jelzi, nem szolgál a cikkben szereplő információk forrásmegjelöléseként.